# Preiļupe
Preiļupe (także Preļka, Prēle) – rzeka (strumień) na Łotwie (Łatgalia), długości 19 km, lewostronny dopływ Feimanki. Wypływa z jeziora Salmejs (współrzędne geograficzne 56°17′29″N 26°51′58″E/56,291389 26,866111), skąd kieruje się na zachód; przepływa przez miasto Preiļi, po czym wpada do Feimanki w rejonie Šķilteri.